# 普利多匹定
普利多匹定（开发代号：PL-101）是一种含氮有机硫化合物，化学式C
15H
23NO
2S，带有4-苯基哌啶和苯砜基团，可作为σ1受体的选择性激动剂  。